# Cetățuia (strugure)
Cetățuia este un soi românesc de struguri negri obținut de către cercetătorul Ștefan Oprea de la Stațiunea de Cercetare-Dezvoltare pentru Pomicultură Cluj prin încrucișarea soiurilor Crâmpoșie și Frumoasă de Ghioroc. Soiul a fost omologat în anul 1979. Este un soi de masă.

## Caracteristici morfologice
Frunza adultă este de mărime mijlocie, glabră, pentalobată. Sinusurile laterale superioare sunt ovoidal închise, cele inferioare sunt în formă de U. Sinusul pețiolar este deschis sub formă de V sau liră. Strugurele este de formă cilindro-conică, de mărime mijlocie-mare, semicompact. Bobul este mijlociu ca mărime, oval, cu pielița groasă, colorată negru-deschis, acoperit cu un strat fin de pruină și miez semicărnos.

## Particularități agrobiologice
Soi de epoca a III- a, prezintă vigoare mare, fertilitate mijlocie spre mare, manifestată printr-un procent de lăstari fertili cuprins între 60-75% lăstari fertili, iar valorile coeficienților de fertilitate sunt situate între limitele: c.f.r.: 0,8-1,0, respectiv c.f.a.: 1,4-1,6. Soiul manifestă un procent scăzut de mărgeluire (sub 4%), are rezistență bună atât la boli, cât și la temperaturile scăzute din timpul iernii.

## Particularități agrotehnice
Preferă formele de conducere semiînaltă, tipul de tăiere Guyot pe semitulpină cu o încărcătură de 12-15 ochi/m 2 , repartizată pe cordițe sau coarde de 10-12 ochi. Reacționează puternic la fertilizarea cu îngrășăminte chimice, K, P, datorită vigorii mari de creștere, iar din punct de vedere al lucrărilor și operațiilor în verde, se realizează în special cele cu caracter curent. Calități și defecte: Soiul este productiv, dar prezintă o colorație neuniformă a boabelor, care îi diminuează considerabil valoarea comercială.